# Марема
Марема (итал. La Maremma) подручје у Италији, у јужној Тоскани (као и дио сјеверног Лација (у покрајини Витербо).
Пјесник Данте Алигијери (Dante Alighieri) у својој Божанственој комедији (Divina Commedia) ставио је Марему између Ћећине (Cecina) и Корнете (Corneto).
Non han sì aspri sterpi nè sì folti
quelle fiere selvagge che 'n odio hanno
tra Cecina e Corneto i luoghi colti.
(Данте, Божанствена комедија (Inferno (Divina Commedia)), XIII, 7)
Традиционално је била насељена Бутерима (Buttero), одгајивачима стоке, који су све доскоро употребљавали коње.
Због мочвара, некада је то било не здраво подручје, али је за вријеме режима Фашиста било исушено и нановно насељено људима из других подручја Италије.
Данас је Марема једна од најпопуларнијих туристичких одредишта (дестинација) у Италији, гдје је традиционална Тосканска култура остала сачувана.
То је исто тако винско подручје гдје је добро познато тзв. вино из Скансана (Scansano) („Morellino di Scansano“) направљено од локалног грожђа. 
Марема се иначе дијели на 5 главних подручја, гдје свако подручје има своје посебности и привлачности.
- Горња Марема (Alta Maremma) – сјеверни дио Мареме, на гриници покрајине Сијена (Siena). Веома занимљиво подручје карактеристично по мјесташцима смјештеним по врховима брда (Civitella Marittima, Roccastrada, Roccatederighi, Sassofortino, Monte Massi, Massa Marittima, Cinigiano, Campagnatico, Pari).
- Срце Мареме . Гросето (Grosseto) се може сматрати као главним мјестом Мареме. Подручје око Гросета и обала, са Марином Гросето (Marina di Grosseto), Пескаја (ита: Castiglione della Pescaia)]] и мала насеља између града и обале представљају срце Тосканске Мареме.
- Брда горње Мареме могу да се подијеле на три подручја: Туфо (del Tufo), метална брда (Colline Metallifere) те брда на граници са Сијеном..
- Обала Тосканске Мареме . Марема има 160 km камене и пјешчане обале. Велике борове шуме су природно благо као и неколико подручја гдје су лагуне и мочваре још успјеле да опстану и избјегну урбанизацију.
- Метална брда : су су стално била срце индустрије Мареме. Сав терен, од границе са Сиеном (Siena) па до залива Фолоника (Follonica), је богат минералима (рудом бакра, олова, цинка, сребра), тако да је вјековима рударство било веома активно. Главно насеље је Маса Маритима (Massa Marittima).

Види такође: Марема пастирски пас.